# Волас
Волас (порт. Walace; нар. 4 квітня 1995, Салвадор) — бразильський футболіст, захисник клубу «Крузейро» в минулому гравець національної збірної Бразилії.

## Клубна кар'єра
Народився 4 квітня 1995 року в місті Салвадор. Вихованець юнацьких команд футбольних клубів «Аваї» та «Греміо».
У професійному футболі дебютував 2014 року виступами за команду клубу «Греміо».
2017 року перебрався до Німеччини, де провів по одному сезону у складі «Гамбурга» і «Ганновера».
Влітку 2019 року став гравцем італійського «Удінезе».

## Виступи за збірні
2015 року залучався до складу молодіжної збірної Бразилії в складі збірної провів п'ять матчів.
2016 року дебютував в офіційних матчах у складі національної збірної Бразилії. У складі збірної був учасником розіграшу Кубка Америки 2016 року у США.
Того ж 2016 року став олімпійським чемпіоном на Літніх Олімпійських іграх у Ріо-де-Жанейро.

## Титули і досягнення
- Олімпійський чемпіон (1): 2016
- Переможець Суперкласіко де лас Амерікас: 2018